# Józef i żona Potifara
Józef i żona Potifara – dwa obrazy holenderskiego malarza Rembrandta.

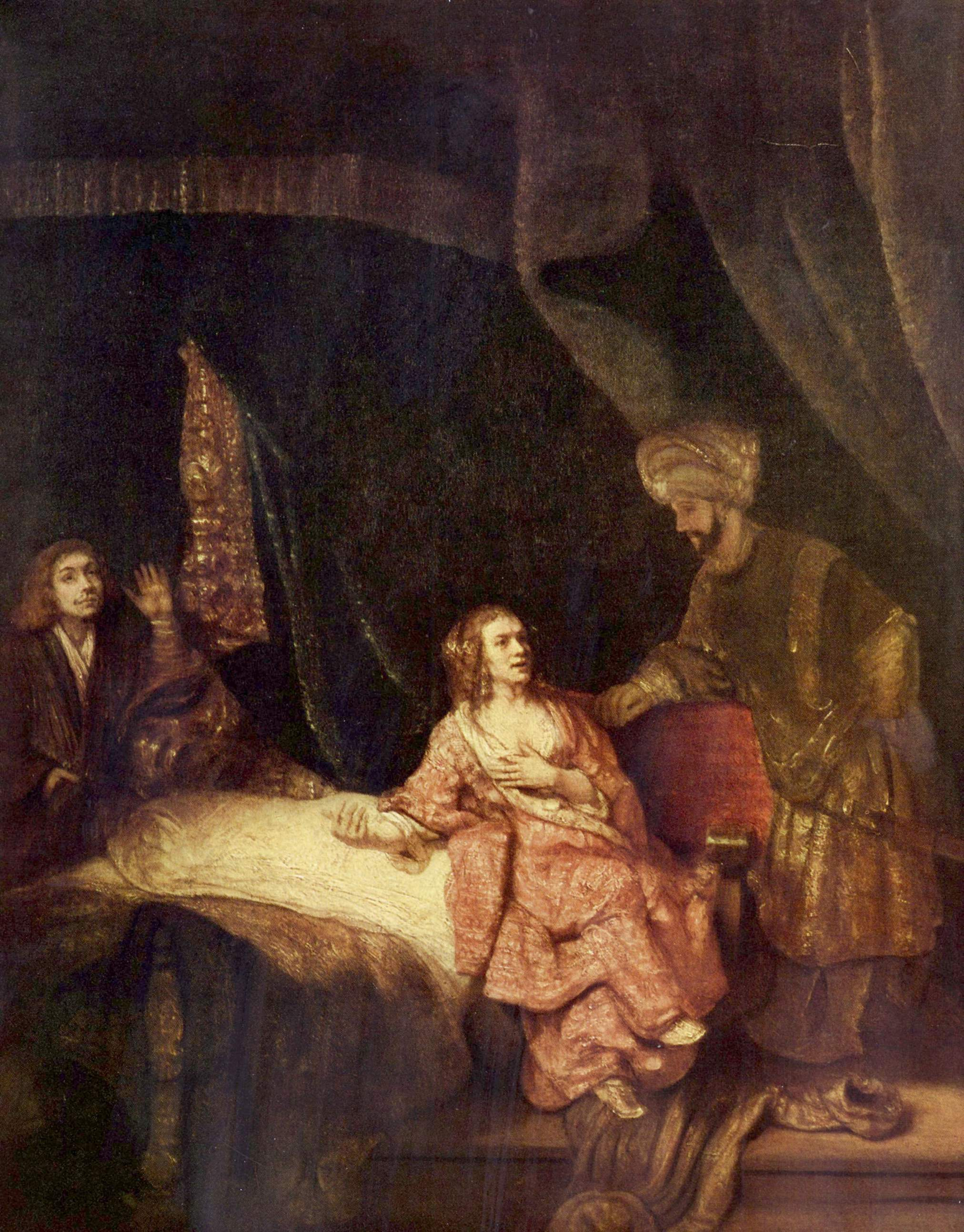
Józef i żona Potifara,
1655, olej na płótnie, 110 × 87 cm
Gemäldegalerie

W 1655 roku Rembrandt dwukrotnie w swoich obrazach podjął starotestamentowy motyw związany z biblijnym patriarchą Józefem. Historia została zaczerpnięta z Księgi Rodzaju i opowiada o Józefie będącym zarządcą domu Potifara, wysokiego urzędnika faraona. Pod nieobecność Potifara, jego żona wielokrotnie próbowała uwieść Józefa, ten jednak zawsze odmawiał pokusie. Pewnego razu gdy kobieta złapała go za płaszcz i ponownie namawiała go do zdrady, Józef wyrwał się jej uciekając lecz zostawiając swój płaszcz. Urażona kobieta zwołała domowników i oskarżyła Józefa o próbę zniewolenia jej. Gdy powrócił Potifar powiedziała do niego: 

Wszedł do mnie ów sługa, Hebrajczyk, którego do nas sprowadziłeś, aby ze mną swawolić. A gdy zaczęłam krzyczeć, zostawił u mnie swój płaszcz i uciekł z domu. Kiedy pan jego usłyszał te słowa swej żony (...) zapałał wielkim gniewem. Polecił schwytać Józefa i oddać go do więzienia, gdzie znajdowali się więźniowie faraona (Rdz 39:6-20)

## Opis obrazu i interpretacja
Rembrandt nie był pierwszym artystą, który przedstawiał intrygę żony Potifara. Przed nim temat podejmował m.in. Murillo. Kompozycja Rembrandta jest innowacyjna, przedstawia wszystkie trzy główne postacie opowiadania w jednym pomieszczeniu. Dzięki takiemu zabiegowi był w stanie streścić całą opowieść biblijną na jednym płótnie. Inspiracją do namalowania obrazu mogła być jednak nie Biblia, lecz sztuka teatralna autorstwa Joosta van den Vondela Józef w Egipcie. Cała scena rozgrywa się w sypialni, co również jest odstępstwem od tekstu źródłowego. Pośrodku obrazu siedzi żona Potifara wskazująca na czerwony płaszcz sługi. Światło pada na puste łoże zasłane białym prześcieradłem. W jego blasku stoi za łożem skruszony Józef. Do jego namalowania pozował Rembrandtowi jego jedyny syn Tytus. Chłopak ma u boku klucze do domu Potifara. Temat zdrady i nieuczciwego oskarżenia może odnosić się do prywatnego życia artysty. Kilka lat wcześniej sam został oskarżony przez kochankę o niedochowanie obietnicy przez co sprawa trafiła do sądu i ciągnęła się latami.
W tym samym roku Rembrandt namalował drugą wersję tego samego tematu. Obraz wydaje się niedokończony, postacie przedstawione bardzo teatralnie choć kompozycja została zachowana.